# Formación Hanson
La formación Hanson es una de las dos principales formaciones geológicas que contienen huesos de dinosaurios que se han identificado en la Antártida, la otra es la formación Santa Marta del Cretácico superior. Se halla cerca del monte Kirkpatrick 84°20′S 166°25′E / -84.333, 166.417 en la cordillera Reina Alexandra en la costa Shackleton.
La formación sólo ha dado unos pocos especímenes del Mesozoico, pero el área está en su mayor parte aún sin excavar. La formación Hanson es parte del Grupo Victoria de las montañas Transantárticas, y está por debajo de la formación Prebble y por encima de la formación Falla.

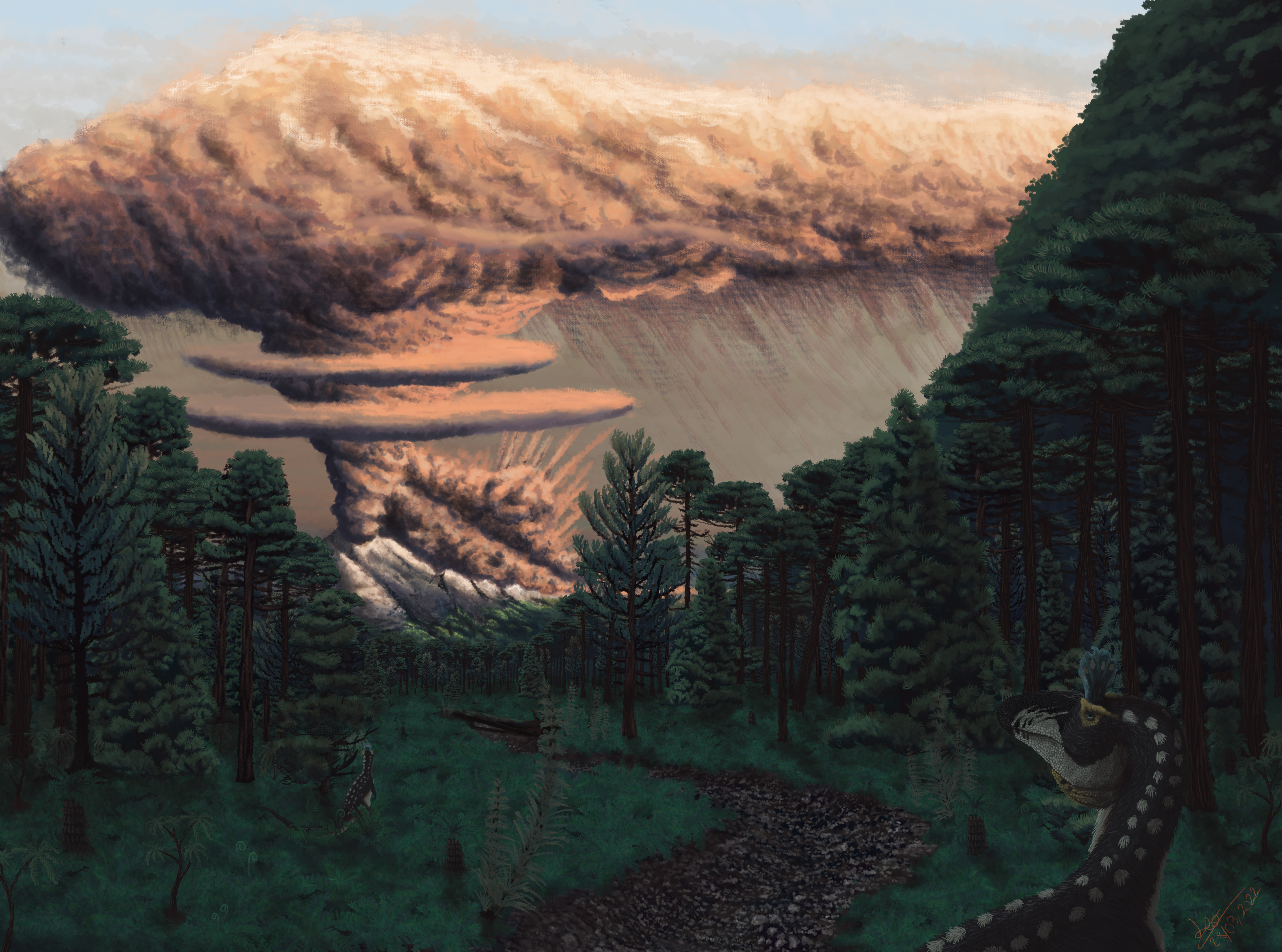
Algunas de los sedimentos encontrados en la formación Hanson son de origen tobáceo, y sus componentes sugieren erupciones vulcanicas de tipo pliniano.

## Fauna
El primer dinosaurio descubierto en la formación Hanson fue el depredador Cryolophosaurus en 1991, que se describió formalmente en 1994. Junto a esos restos de dinosaurio fueron encontrados árboles fosilizados, lo que sugiere que los árboles crecieron en la Antártida antes de que derivara hacia el sur. Otros hallazgos de la formación incluyen tritylodonted, herbívoros, reptiles y pterosaurios. Sorprendente fue el descubrimiento de los restos de un prosaurópodo, que se encuentran comúnmente en otros continentes pero solo hasta el Jurásico temprano. Sin embargo, los fragmentos de hueso encontrados en la formación Hanson fueron fechados en el jurásico medio, millones de años después. En 2004 los paleontólogos descubrieron restos parciales de un gran dinosaurio saurópodo que formalmente no se ha descrito todavía.